# Falsterbobåten

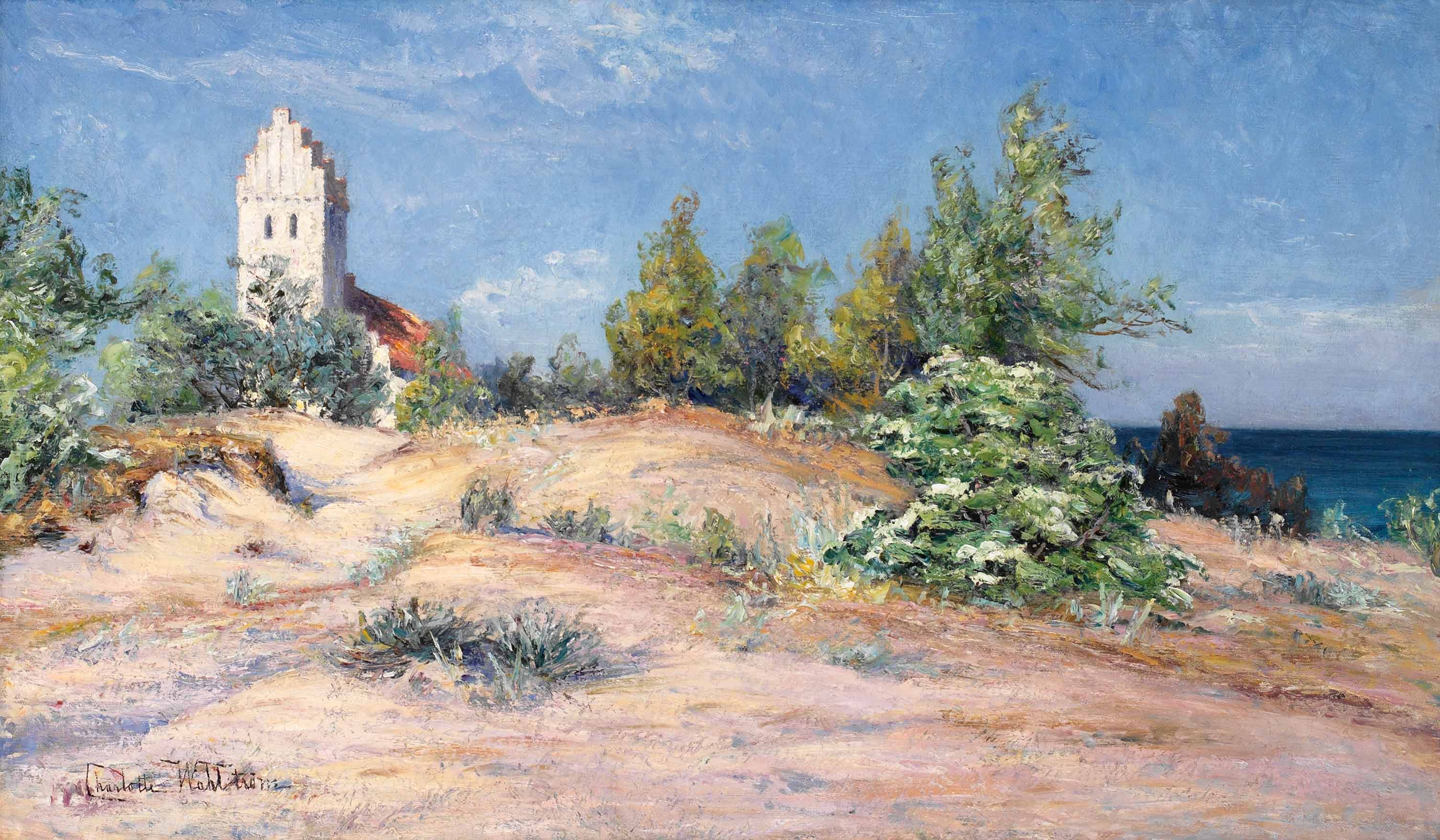
Båtvraket hittades i sanden söder om Falsterbo kyrka. Bilden är målad av Charlotte Wahlström (1849-1924).

Falsterbobåten är ett medeltida båtvrak som påträffades 1932 i sanden på stranden söder om Falsterbo kyrka ytterst på sydvästra hörnet av Falsterbonäset i Skåne.

## Upptäckten
En höstdag 1932 då kapten Eklund vandrade längs stranden på Falsterbonäset upptäckte han plötsligt att spant och andra delar av ett gammalt båtvrak stack upp i sanden närmast vattenbrynet. Dessa hade frilagts under en svår höststorm som strax tidigare dragit förbi. Fyndet visade sig senare vara av betydligt större omfattning än vad man vid första anblicken kunnat ana.

## Vraket
Vrakdelarna som därpå grävdes fram avslöjade ett drygt tolv meter långt skrov efter ett klinkbyggt äldre skepp. Trädelar och benbitar bärgades och konserverades, men bevarades inte på bästa sätt. Bitarna som togs om hand lagrades i tång och blev liggande i femton år innan en närmare studie och en rekonstruktion påbörjades 1947 under ledning av Harald Åkerlund. Bitarna monterades på ett stålskelett och det rekonstruerade båtvraket finns nu utställt i Falsterbo museum. 
Ett C14-prov daterade först vraket till 1100-talets slut. Därefter fastställde en dendrodatering tiden till cirka 1265. Några mynt som hittades i lerskiktet var från 1286-1316. Skeppets preliminära längd är 13,5 meter, bredden 4,5 och höjden midskepps 2,7 meter. Enligt Birger Enocksson har dock skeppet aldrig blivit riktigt konserverat och riskerar därför att i framtiden bli pulveriserat.
Falsterbobåten och andra vrakfynd som påträffats i sandrevlarna kring Falsterbonäset har resulterat i en uppbyggnad av Fotevikens museum.